# 尤拉克哈薩山 (努尼奧瓦區)
14°19′15″S 70°40′52″W / 14.32083°S 70.68111°W
尤拉克哈薩山（Yuraq Q'asa），是秘魯的山峰，位於該國東南部普諾大區，由梅爾加省的努尼奧瓦區負責管轄，屬於韋爾卡努塔山脈的一部分，海拔高度約4,800米。